# Surb-Karabet-Kloster (Muş)
Das St.-Karabet-Kloster oder auch Kloster St. Johannes der Täufer (armenisch Սուրբ Յովհաննէս Կարապետ Վանք Surb Hovhannes Karapet Vank, türkisch Çanlı kilise; auch Kloster von Glak oder Glakavank) war ein im 4. Jahrhundert gegründeter armenischer Klosterkomplex in der großarmenischen Provinz Taron, etwa 35 Kilometer nordwestlich von Muş, heute im Dorf Çengeli in der Osttürkei.
Gegründet vom Heiligen Gregor dem Erleuchter war es eines der ältesten Klöster in Armenien. Das Kloster war eine Hochburg des Taroner Prinzenhauses Mamikonjan. Dessen Angehörige galten als heilige Krieger von Sankt Yovhannes Karapet (Johannes der Täufer), ihrem Schutzpatron.
Das an der Stelle des altarmenischen Kultortes Aschtischat gegründete Sankt-Karabet-Kloster war nach Etschmiadsin und Jerusalem die bedeutendste armenische Wallfahrtsstätte, sowie eine der reichsten und ältesten Institutionen im Osmanischen Reich bis 1915, als es nach dem Völkermord an den Armeniern zerstört wurde.

## Ort und Name
Das Kloster befand sich am nördlichen Grenzzug des Plateaus von Muş, auf einer Höhe von 6400 Fuß über dem Meeresspiegel oder 2200 Fuß über der Muş-Ebene.
Surb (armenisch Սուրբ) bedeutet Heilig und Karabet (armenisch Կարապետ) bedeutet Vorbote, was für Johannes den Täufer in der westarmenischen Sprache steht.

## Geschichte

### Gründung

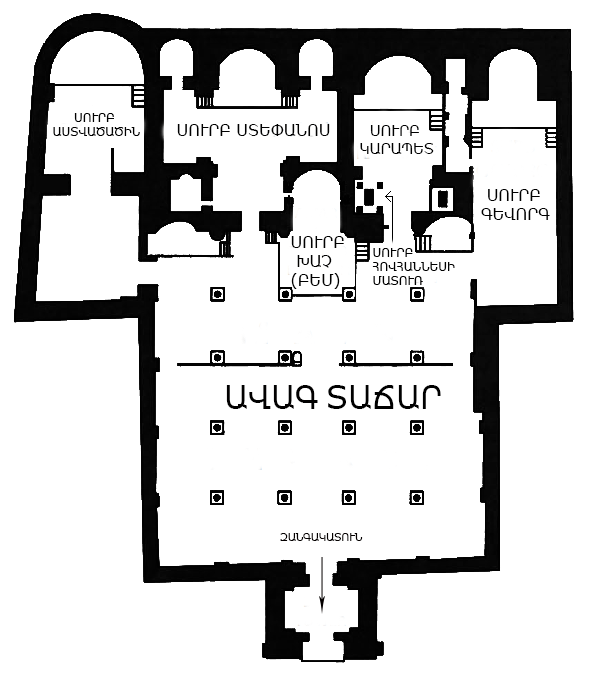
Grundriss des Klosters

Nach der Legende wurde das Kloster von Gregor dem Erleuchter gegründet, der nach Taron kam und das Christentum in dem Gebiet verbreitete, kurz nachdem er König Trdat III. bekehrt hatte. Damals sollen sich laut Zenon Klag, einem Zeitgenossen Gregors, an dem Ort zwei Tempel einer Hindu-Kolonie befunden haben, die unter dem Schutz der armenischen Könige stand. Demnach verehrten die Hindus zwei große Messingstatuen, die unter den Namen Demeter und Kisane bekannt waren. Die Hindukrieger und ihre armenischen Verbündeten wurden in zwei folgenden Schlachten von Gregors Armee besiegt und ihre Heiligtümer eingeebnet. An deren Stelle errichtete Gregor der Erleuchter eine christliche Kirche.

### Mittelalter

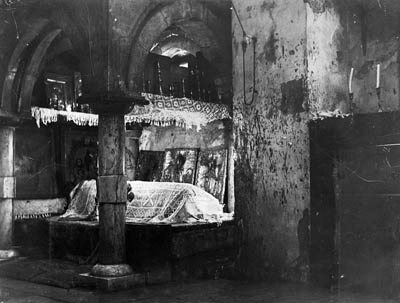
Inneres der Kirche mit Grab von Johannes dem Täufer

Im Mittelalter war das Kloster von Surb Karabet ein landwirtschaftliches Zentrum der Region. Es konnte eine ausgedehnte Klosteranlage vorweisen und war eines der Bildungszentren Westarmeniens.

### Moderne Periode
In der zweiten Hälfte des 19. Jahrhunderts, als die Armenier sich zunehmender Diskriminierung durch das Osmanische Reich ausgesetzt sahen, veröffentlichte das Kloster die Zeitung „Adler von Taron“ von Chrimian Hairik, dem zukünftigen Katholikos aller Armenier.
In dem Buch „The Call of plowmen“ beschreibt Chatschik Daschtenz eine Winterszene im Surb-Karabet-Kloster.
Am 29. November 1893 besuchte H. F. B. Lynch das Kloster und schrieb später einen Bericht mit Fotografien in seinem Buch Armenia: Travels and Studies, das 1901 veröffentlicht wurde.
Das Kloster, das neben Armeniern auch Zazas verehrten, war für die Heilung von Geisteskranken bekannt.

### Heutiger Status

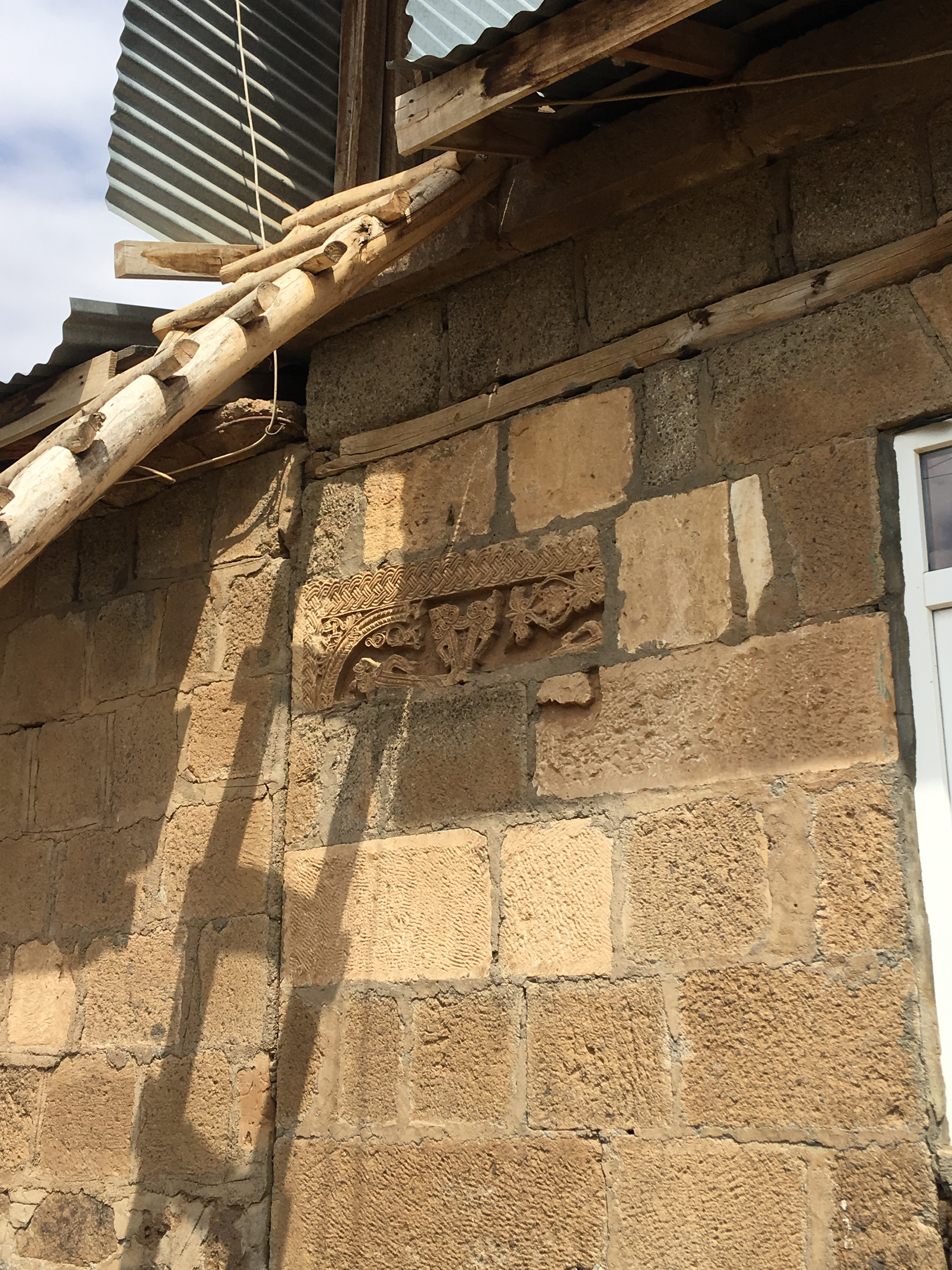
Reste des Klosters sind von den moslemischen Anwohnern in Hauser des Dorfes Yukarıyongalı verbaut

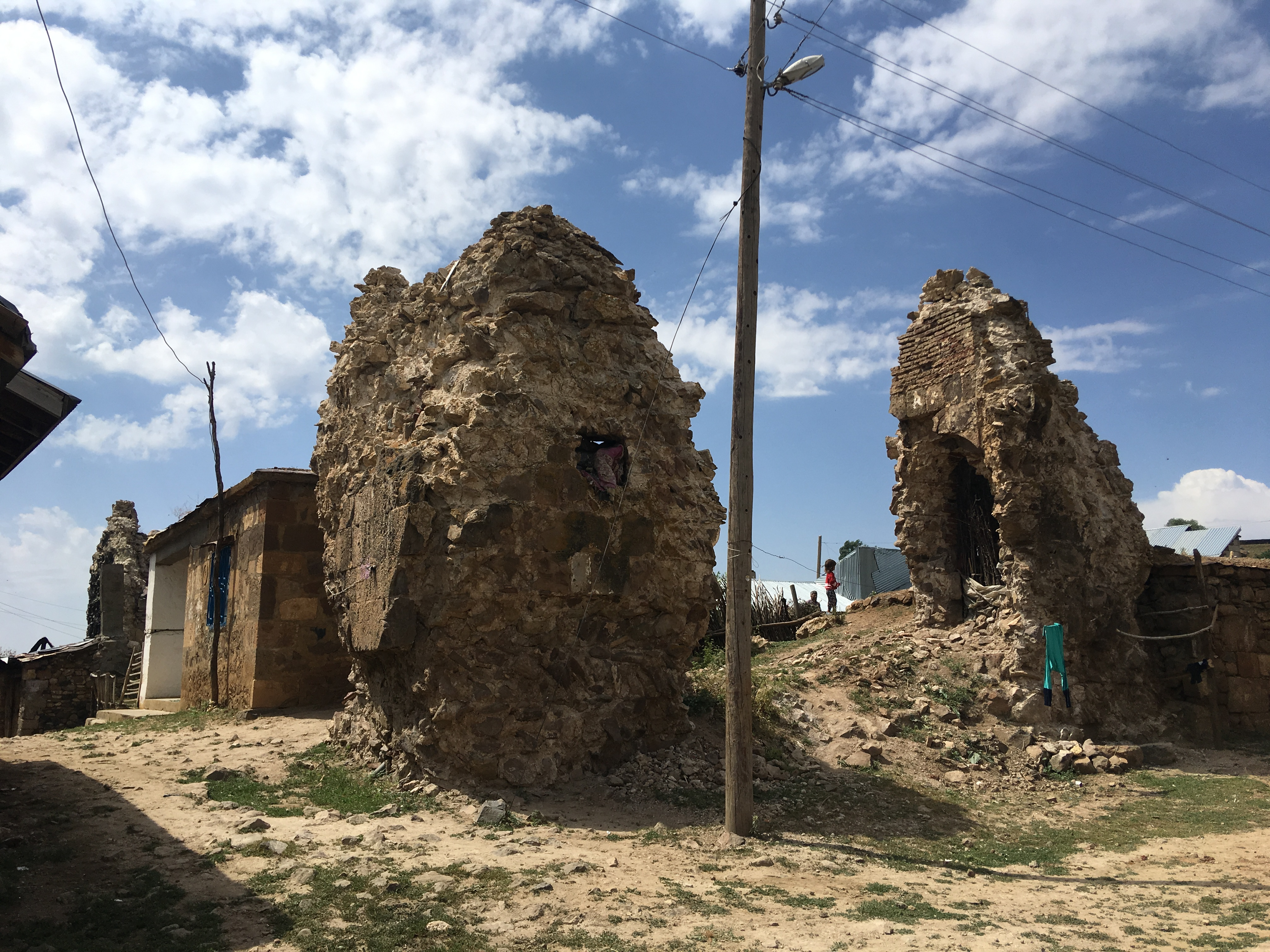
Das ruinierte Kloster heute

Erhalten sind wenige Ruinen, Steinschnitzereien und Chatschkars, die seither von den heute muslimischen Anwohnern, zumeist Kurden, als Baumaterial verwendet werden, und oft in den Wänden der örtlichen Wohnungen und Strukturen verbaut sind.

## Gebäudekomplex
Das von starkem Gemäuer umgebene Kloster ähnelte einer Zwingburg. Auf der östlichen Seite der Hauptkathedrale standen zwei Kapellen mit polygonalen Türmen und kegelförmigen Dächern, vermutlich älter als die Hauptkirche. Das jüngste Bauteil war die Pforte zum Kirchturm, ein Grund für den türkischen Namen des Klosters – „Çanlı“ bedeutet „mit Glocken“.
Neben der Kirche von St. Karabet umfasste das Kloster auch das Martyrium von St. Johannes dem Täufer, die Kapelle des St. Georg, die Kapelle von St. Stepanos und die Kirche von St. Astvatsatsin. Diese Anlage, die als prunkvolles Beispiel armenischer Architektur gilt, wurde während des letzten  Jahrhunderts zerstört.
Das Martyrium war vermutlich zuerst ein hallenförmiges Gebäude mit einer Cupola archaischen Stils, das später umgebaut wurde.

### Bestattungen
An die Angriffskriege, welche die Sassaniden gegen die Mamikoniden (Prinzenhaus Tarons) führten, erinnern die Grabsteine Musheghs, Vahan des Wolfs und Sembats. Nahe dem südlichen Gemäuer liegen die Gebeine von Vahan Kamsarakan begraben.

## Bibliografie
- Robert H. Hewsen: Armenia: A Historical Atlas. 1. Auflage. University of Chicago Press, Chicago, IL 2001, ISBN 0-226-33228-4, S. 206 (uchicago.edu).
- H  F  B Lynch: Armenia, travels and studies. Volume II: The Turkish Provinces. Longmans, Green, and Co, London 1901, OCLC 744928.
- Jean-Michel Thierry: =Armenian Art. Harry N. Abram, New York 1989, ISBN 0-8109-0625-2.